# Стэббс, Уильям
Уильям Стэббс (Стеббс, англ. William Stubbs; 21 июня 1825 года, Нерсборо, Йоркшир — 22 апреля 1901 года, Каддестон, Оксфордшир) — английский историк и епископ из Оксфорда.

## Биография
Родился в графстве Йоркшир.
Изучал богословие в Оксфордском университете и  после его окончания в 1850 году стал викарием. Очень интересовался историей и посвятил свою жизнь исследованию истории средневековой Англии.
Избран членом Тринити-колледжа, когда жил в Навестоке в графстве Эссекс и служил приходским священником (1850—1866). Также служил библиотекарем в Ламбетском дворце (Лондон).
В 1858 году опубликован его первый научно-исторический труд — исследование истории церквей «Registrum sacrum Anglicanum». В течение многих лет он являлся одним из издателей и редакторов серии «Роллс» (Rolls Series), многотомного собрания средневековых английских хроник.
В 1866 году Стэббс был назначен региональным профессором современной истории в Оксфорде и занимал эту должность до 1884 года. Некоторые из его лекций опубликованы в его «Лекциях по средневековой и современной истории». В 1872 году он основал Школу современной истории Оксфордского университета, которая впервые позволила преподавать постклассическую историю как отдельный предмет.
В 1872 году он был избран членом-корреспондентом Гёттингенской академии наук.
Стэббс был настоятелем города Чолдертон в Уилтшире (1875—1879).
В 1884 году Стэббс вернулся на службу в англиканской церкви, был рукоположен в сан епископа в Честере, ему пришлось оставить исторические исследования на второй план.
В 1888 году он был назначен в Оксфордское епископство, занимал должность лорда-епископа до конца жизни (1901).
С 1880 года он был иностранным членом Баварской ассоциации, а с 1882-го — членом-корреспондентом Прусской академии наук.
В 1881 году Стэббс был избран членом Американской академии искусств и наук.
В 1892 году он стал почётным членом Эдинбургского королевского общества.
Помимо изучения английской средневековой истории, Стэббс также занимался раннесредневековой историей Германии, однако его исследования были опубликованы только в 1908 году.
В 1859 году женился на Кэтрин Деллар, дочери Джона Деллара из Навестока (примерно в 25 км до Лондона), у супругов было несколько детей.

## Работы (подборка)
•	Конституционная история Англии. Clarendon Press, Oxford 1874-78, 3 тома и 1891-96, 2 тома
•	Германия в раннем средневековье 476—1250 гг. Лонгманс, Лондон, 1908 г.